# アッツォ・アルミラ
アッツォ・アルミラ（Atso Almila, 1953年6月13日 - ）は、フィンランドの指揮者。

## 経歴
ヘルシンキの生まれ。シベリウス音楽院でトロンボーンを学んだが、ヨルマ・パヌラとハラルド・アンデルセンに指揮法を学び、在学中の1975年から音楽院を卒業する1979年までエスポー市のポリテック管弦楽団の首席指揮者を任された。1981年にはユッカ＝ペッカ・サラステとノーショーピングで行われた指揮者コンクールで一位を分け合い、1982年から1987年までフィンランド国立歌劇場の指揮者を務め、1987年から1989年までタンペレ・フィルハーモニー管弦楽団とヨエンスー市管弦楽団の首席指揮者に転任した。1989年から1995年までフィンランド国立歌劇場に戻って指揮活動を続け、1995年から2000年までクオピオ交響楽団の首席指揮者となった。その後はセイナヨキ交響楽団の首席客演指揮者を務める。
1991年より母校のシベリウス音楽院で助教を務めたが、2002年には講師に昇格し、2013年よりレイフ・セーゲルスタムの後任として指揮法とオーケストラ演奏法の教授を務める。
作曲家としても活動し、《30枚の銀貨》などのオペラも作曲している。